# Arnold Hagenauer
Arnold Hagenauer (* 20. November 1871 in Linz; † 25. Juni 1918 in Wien) war ein österreichischer Schriftsteller und Kritiker.

## Leben

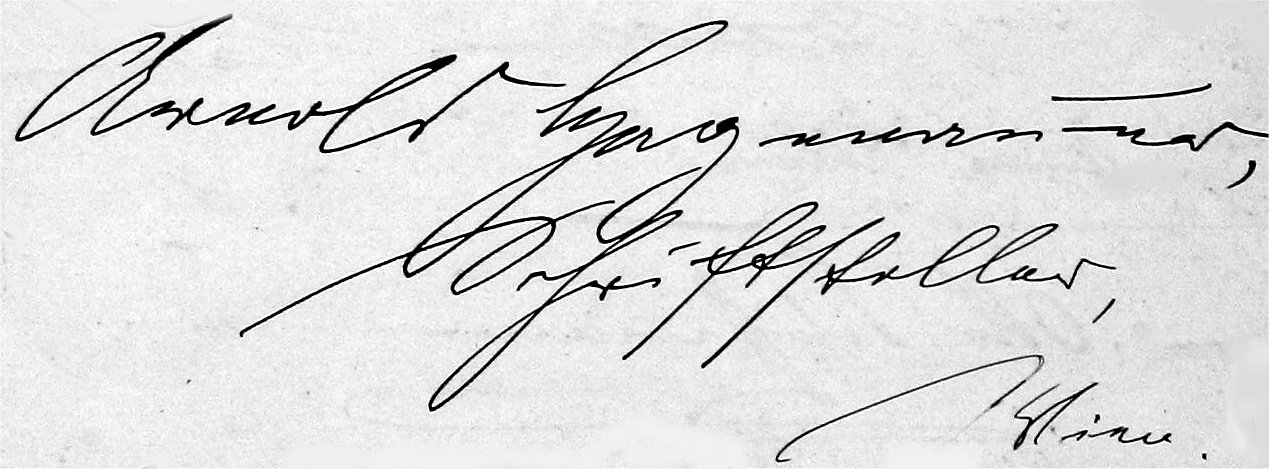
Unterschrift von Arnold Hagenauer

In Salzburg, Wien, Kärnten und Passau zeugen viele Bau- und Kunstwerke von der Tätigkeit der berühmten Brüder Wolfgang, Johann Baptist und Johann Georg von Hagenauer, von denen Arnold seine Herkunft ableiten kann. Arnold von Hagenauer, der einzige Sohn des Kassendirektors Julius von Hagenauer und der Klementine Mayr wurde in Linz geboren. Da er schon sehr früh seine Eltern verloren hatte, wuchs er in Wien bei zwei Tanten auf, die ihn wie ihr eigenes Kind aufnahmen.
Er absolvierte das Gymnasium und studierte schließlich an der Wiener Hochschule für Tierarzneikunde. Während seines Studiums wurde er 1891 Mitglied der Wiener Burschenschaft Vandalia, deren Ehrenbursch er später wurde. Hagenauer folgte aber bald seinen literarischen Neigungen, die ihn bereits Mitte der 1890er Jahre in die Kreise des jungen Wien führten. Er wurde Redakteur des literarischen Teils der „Ostdeutschen Rundschau“ und Mitarbeiter bei zahlreichen Zeitungen und Zeitschriften. Seine starke und ursprüngliche Begabung der Schriftstellerei wurde von Ferdinand von Saar und Freiherrn Detlev von Liliencron gefördert. Er war ein Erzähler nach dem Vorbild Émile Zolas und Guy de Maupassants.
Mit dem kleinen Gedichtbändchen Illusionen gab er sein literarisches Debüt, blieb aber unbekannt; erst durch seinen Roman Muspilli wurde man auf ihn aufmerksam. Danach folgten die Novellen Die Perlen der Chloë sowie Das Ende der Salome, der Roman Gottfrieds Sommer mit dem Untertitel Aus dem Tagebuch eines Romantischen und schließlich Der Knabe Leonhard – ein Salzburger Biedermeier-Roman. Außerdem erschienen in Tageszeitungen und Zeitschriften zahlreiche Essays, Novellen und Kritiken.
In seinen letzten Lebensjahren erschien der Bohemien vielen schwer zugänglich und als Sonderling. Seine große, elegante und stets sehr gepflegte Erscheinung stand im krassen Gegensatz zu seinen stets wechselnden herabgekommenen Residenzen. Er lebte in sehr alten meist abbruchgefährdeten Häusern der Josefstadt, wodurch er des Öfteren seine Adresse wechselte. In seiner kontrastierenden Lebensart schwang immer ein wenig Poesie mit. Er sah Wien als ein „düsteres Ungeheuer“ und so zog es ihn immer wieder von der Hauptstadt fort, meistens in die Heimat seiner Ahnen nach Salzburg. Sein letzter Roman „der Knabe Leonhard“ spielt in der Biedermeierzeit in Salzburg. Auch der nächste (bereits im Konzept geschaffene) Roman, zu dem es nicht mehr kommen sollte, wäre ein historischer Roman „über die Salzburger Erz-Bischofszeit“, der Salzburger Blütezeit seiner Ahnen gewesen. Tragischerweise stürzte Arnold Hagenauer nach einem Heurigenbesuch in Grinzing / Wien in einen Abgrund und verletzte sich dabei so schwer, dass er am folgenden Tag den Verletzungen erlag.
Nur wenige Freunde aus seiner Studentenzeit begleiteten ihn auf seinem letzten Weg am Wiener Zentralfriedhof – teilweise da das Sterben in den Kriegsjahren Alltäglichkeit war, teilweise weil seine weiteren Familienangehörigen nichts von seinem Tod gewusst hatten.

## Werke
- Illusionen, (Gedichte) 1895
- Adah Hellmer, (Schauspiel) 1896
- Das lyrische Wien, 1899
- Muspilli, Österreichische Verlagsanstalt, 1900 (Digitalisat und Volltext im Deutschen Textarchiv)
- Die Perlen der Chloë, Österreichische Verlagsanstalt, (verm.) 1901
- Gottfrieds Sommer, (Autobiograph. Roman) Georg Müller Verlag, München, 1906
- Das Ende der Salome, Novelle, Hans Hübner Verlag, Hannover, 1916
- Historische Novellen, 1918
- Leonhard und Rosa, (Roman), 1919
- Der Knabe Leonhard (Roman) im Salzburger Volksblatt, 1919
- Der Knabe Leonhard, in Buchform, R. Kiesel Verlag, Salzburg, ph. 1930